# Réserve marine du cap Rodney et de la pointe Okakari
La réserve marine du cap Rodney et de la pointe Okakari, plus communément appelée réserve marine de l'île de la Chèvre (en anglais Cape Rodney-Okakari Point Marine Reserve et Goat Island Marine Reserve, respectivement), est une aire marine protégée de Nouvelle-Zélande créée en 1975 et à ce titre la plus ancienne du pays. Elle est située en bordure du golfe de Hauraki, entre deux caps : le cap Rodney et la pointe Okakari. Elle occupe 5,18 km2 autour de l'île de la Chèvre. Elle attire jusqu'à 375 000 visiteurs par an.